# Антикоррупционная хартия российского бизнеса
Антикоррупционная хартия российского бизнеса — документ, имеющий целью добровольное самоограничение участников российского рынка в части использования ими коррупционных практик.

## История создания
На XIX Съезде Российского союза промышленников и предпринимателей были утверждены основные принципы антикоррупционного поведения членов союза, которые и легли в основу будущей хартии. Непосредственно документ был подписан президентом РСПП Шохиным А. Н., президентом ТПП РФ Катыриным С. Н., сопредседателем Общероссийской организации «Деловая Россия» Галушко А. С. и президентом Общероссийской общественной организации малого и среднего предпринимательства «Опора России» Борисовым С. Р. на XI инвестиционном форуме в Сочи, который состоялся 20−23 сентября 2012 года при участии председателя правительства РФ Д. А. Медведева.
Хартия предполагает ряд антикоррупционных мер: финансовый контроль, принцип публичности, отказ от незаконных преференций, закупки на основе открытых торгов, информационное противодействие коррупции, сотрудничество с государством, содействие осуществлению правосудия, соблюдению законности, мониторинг и наблюдение за вышеуказанными мерами.

## Участники Хартии
Сводный реестр участников Антикоррупционной хартии российского бизнеса, присоединившихся через систему торгово-промышленных палат, по состоянию на декабрь 2018 насчитывает более 3200 российских хозяйствующих субъектов. Реестр Российского союза промышленников и предпринимателей, в свою очередь, насчитывает более 400 участников.